# Cerje Jesenjsko
Cerje Jesenjsko falu Horvátországban Krapina-Zagorje megyében. Közigazgatásilag Jesenje községhez tartozik.

## Fekvése
Krapinától 8 km-re északkeletre a Zagorje völgyében fekszik.

## Története
A település Jesenje községhez és a jesenjei plébániához tartozik. Jesenje története kezdetben szorosan kapcsolódott a radoboji plébánia történetéhez, hiszen első említésétől, 1328-tól egészen 1785-ig ehhez a plébániához tartozott. Kegyurai a Keglevich, az Erdődy, a Moskon és Sermage családok voltak. 1785-ben Jesenje önálló plébánia lett.
A falunak 1857-ben 336, 1910-ben 427 lakosa volt. Trianonig Varasd vármegye Krapinai járásához tartozott. 2001-ben 176 lakosa volt.

## Külső hivatkozások
- Jesenje község hivatalos oldala